# Disney Channel

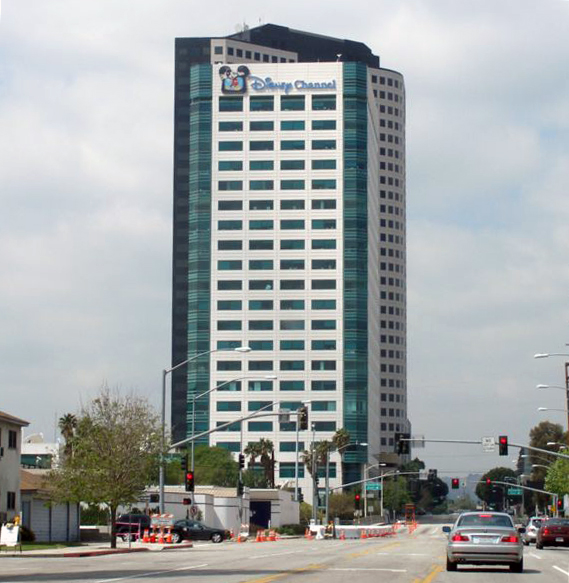
Edifício empresarial do Disney Channel em Burbank.

Disney Channel é um canal de televisão norte-americano especializado em programação infanto-juvenil, para crianças e adolescentes entre 8 aos 19 anos através das suas séries originais e filmes. Foi introduzido no mercado com o objetivo de atrair o público infantil; entretanto, a diversidade dos telespectadores tem aumentado nos últimos anos, misturando uma audiência adulta com infantil. Disponível em operadoras de cabo ou satélite, o Disney Channel fez parte da Walt Disney Television, uma divisão da Walt Disney. A sede localiza-se em Burbank, Califórnia, nos Estados Unidos, tendo uma pequena distância da sede da Disney. O Disney Channel começou a exibir as atrações em alta-definição no dia 2 de abril de 2008. A versão do canal em alta-definição é transmitido por muitas operadoras de cabo, assim como a DirecTV e a Dish Network.

## História

### Período Inicial
A primeira transmissão do Disney Channel foi em 18 de abril de 1983. Neste tempo, o Disney Channel foi um canal premium da televisão a cabo, sendo somente transmitido dezoito horas por dia. Em seu lançamento, a Disney transmitiu o primeiro episódio da série original "The Mickey Mouse Club", produzido na década de 1950. Além de desenhos clássicos, o canal começou Channel foram compilados de produções clássicas do conglomerado como foi o caso de  "Good Morning, Mickey! " e"Donald Duck Presents". Em seus primeiros anos, o canal produziu séries próprias como foi o caso de "Dumbo's Circus", o game show "Contraption", a "EPCOT Magazine" e  "Welcome to Pooh Corner". O último programa a ser produzido durante a grade original foi"The Adventures of Ozzie and Harriet"; criando o conceito de "Disney Channel Original Series". O Disney Channel recebeu uma citação especial de Ronald Reagan, presidente dos Estados Unidos em 1984. Desde o início, o Disney Channel ia ao ar apenas das 07h00min às 01h00min. Em dezembro de 1986, o Disney Channel entrou no ar durante 24 horas. Durante os primeiros anos, o Disney Channel transmitiu várias atrações estrangeiras, incluindo filmes e séries animadas como "Asterix", "The Raccoons" e "Paddington Bear". O western australiano, "Five Mile Creek", foram exibidos neste período.
Durante esta década, o canal produziu diversos programas que se tornariam clássicos na televisão americana e se tornariam a curto prazo parte do léxico cultural do gênero. Durante este período, um programa se destacou especificamente. Lançado em 1984, o sitcom musical "Kids Incorporated" tornou-se um sucesso imediato. O foco era um grupo de pré-adolescentes — que mais tarde jovens adultos — que se expressava por meio de músicas. A série se alterava entre cenas que refletiam situações cotidianas e clipes musicais relacionados aos temas que eram discutidos no episódio, resultando em um até desconhecido estilo de programas para adolescentes na televisão americana. Durante seus nove anos de duração, O programa revela durante os seus nove anos de duração, futuras "estrelas,sendo as, mais notavel as cantoras Martika e  Fergie e os atores Scott Wolf e Jennifer Love Hewitt.
Em 1988, a programação do canal passou a dar sinais de desgaste e os executivos do canal entenderam que era hora de se fazer a transição de sua grade entre alguns programas mais antigos já demonstraram um certo sinal de desgaste como foi o caso de o Circo do Dumbo e de Good Morning Mickey! Porém um programa específico continuava a ser popular, principalmente, entre os menores "Mickey Mouse Club". Este programa durante as extenuadas reprises durante os seis primeiros anos do canal, era o líder de audiência consolidado entre as crianças menores, e se fosse retirado do ar causaria prejuízos comerciais ao canal. Existia um questionamento entre os executivos do programa de que "Afinal,este programa é velho,mas por que ele faz tanto sucesso ?" Porém,após diversas pesquisas de mercado,eles entenderam que o programa não conseguia ter interesse entre os mais velhos,por ser considerado ultrapassado.Os resultados também mostraram algumas razões para o afastamento da audiência dos pré-adolescentes da época,as principais eram o fato de que o programa era exibido em preto e branco e o ritmo do programa era considerado por eles lento demais.Com o resultado final,os executivos da emissora tiveram a seguinte resposta "Que tal dar uma atualizada no programa ?" Os mesmos entenderam também que diversos elementos do programa original estavam consolidados,mas poderiam ser atualizados também como foi o caso da música tema que ganhou uma nova roupagem e o conceito de "dias temáticos".Porém,houve a necessidade da atualização do visual do programa,como a troca das "tradicionais orelhas do Mickey" por jaquetas personalizadas,iguais as das equipes escolares somados a um ritmo mais acelerado e também a comédia,apresentada por meio de esquetes protagonizadas por seu elenco.O programa em sua duração também exibia séries,performances musicais e desenhos,todos vindos do acervo da Walt Disney Pictures.Em seus três anos finais,o programa contribuiu para a apresentação de diversos conceitos para a televisão moderna como foi o caso de  um "show-within-a-show" (programa-dentro-de-um-programa) que foi a série "Emerald Cove" .Com o seu sucesso,o programa junto de "Kids Incorporated" se tornaram os primeiros programas com grade fixa na programação do canal.O programa também é considerado um pontapé para as carreiras de diversos artistas que fariam muito sucesso nos anos seguintes ao fim do programa.Os casos mais notórios foram os de Britney Spears e Christina Aguilera que já estavam protagonizando uma das maiores rivalidades da história da música pop.O programa é considerado o celeiro para a formação do  'N Sync:pois dois de seus membros fizeram também parte do elenco: JC Chasez e Justin Timberlake,uma outra integrante do elenco foi  Rhona Bennett fez parte de um outro grupo pop,o En Vogue.Outros artistas que também fizeram parte de seu elenco foram os atores Deedee Magno Hall,Dale Godboldo,Keri Russell e Ryan Gosling.

### Período Pós-Inicial
Em 1995, o Disney Channel era visto em mais de oito milhões de casas pelos Estados Unidos.
Em 1997, o Disney Channel com planos renovados, insere a palavra "The" ("O", em português) no nome do canal, antes do já chamado "Disney Channel" — no entanto, as divulgações muitas vezes se referiam ao canal chamando-o simplesmente "Disney", e muitas vezes omitindo a palavra "Channel", que também era o nome da rede —, e a rede também passa a se dividir em três blocos da programação: "Playhouse Disney", composto de atrações que visam atrair crianças em idade pré-escolar; "Vault Disney", apresentando materiais clássicos da Disney como "Zorro", "The Mickey Mouse Club", a antologia de séries televisivas da Disney, programas especiais de televisão antigos, como o "The Love Bug"; e um dos mais distintos programas, sendo apresentando a partir da tarde até à noite, "o Zoog Disney". O novo logotipo do canal — que incluiu uma "era Mickey Mouse" dos anos 1930 sobre um fundo preto em forma de orelha do personagem Mickey — foi introduzido nesses anos. A rede passa a deixar de exibir os intervalos comerciais na programação, mas com divulgações sobre a programação no canal.
Dos três blocos introduzidos em 1997, apenas o "Playhouse Disney" continuou a ser exibido. Como parte da campanha do ano de 2002, em que a rede estava exibindo, o nome da marca "Zoog" foi deixado, e "Vault Disney" também, principalmente para contribuir a construir a nova imagem da rede.
Mudou um pouco a classificação para programas mais para adolescentes, estreando a comédia "Boy meets world"

### O períodoZoog Disney(1998–2002)
Embora o Disney Channel foi movido do status de canal premium para o pacote básico em janeiro de 1996, a maior parte dos designs dos elementos foram mudados três anos depois. Em 1998, o "Zoog Disney" foi introduzido no Disney Channel, o que significa que a rede exibiria fixamente durante a sua programação dois logotipos, a "Mickey Mouse Screen" ("Tela do Mickey Mouse") introduzida em 1997, e o logotipo do "Zoog Disney" — que utilizou o design do "Mickey Mouse Screen" com uma espiral no interior da tela e a palavra "ZOOG" em amarelo digitada poleiradamente sob o par de orelhas do Mickey — em 1998. Os dois logótipos coexistiram de 1998 até 2002, quando "Zoog Disney" foi removido da programação do canal, e então o Disney Channel introduz seu novo logotipo.
Neste período,o Disney também foi predestinada aos jovens e adolescentes até aos 15 anos de idade, e o bloco composto com antropomórficos personagens chamados de "zoogs", que pareceram robôs, sendo estes expressados por vozes humanas. O "Zoog Disney" usou seu website para conectar os telespectadores aos programas de seu bloco, disponibilizando jogos interativos infantis, bate-papo com número de integrantes limitado, e a possibilidade dos comentários ou nomes enviados serem exibidos na tela do canal. Os programas neste bloco incluíram "Even Stevens", o hit "Lizzie McGuire", "Smart Guy", "The Famous Jett Jackson" e "So Weird". Desde 2000, o Disney Channel apresentou uma mudança visível no relacionamento entre o canal e o telespectador, posicionando-se como um canal para pré-adolescentes, em oposição a sua destinação indicada, que é para pessoas de todas as idades.
Também em torno deste tempo, o canal começou a apresentar os especiais musicais "In Concert", que apresentou artistas de música pop da época, como 'N Sync, Backstreet Boys, Steps, Britney Spears e B*Witched.
De 2000 a 2003, o canal aumenta sua classificação etária com atrações como "Even Stevens", "Maggie and the Ferocious Beast","The Ugly Duckling and Me!" e os sucessos "That's So Raven", "Kim Possible", "Lizzie McGuire" trouxeram uma elevada taxa de audiência para o canal. Isto levou à extinção do bloco de programação "Vault Disney" e de todos os outros clássicos na programação do canal em setembro de 2002.
Para complementar a mudança, o canal altera seu logotipo em outubro de 2002, logotipo este que foi elaborado também para comemorar os seus vinte anos. A identidade de "Zoog Disney" foi também fundida com o canal. Dentre algumas funções do site, elas se baseavam em conteúdos com jogos, enquetes e outras características especiais que foram encontradas no antigo site do "Zoog Disney", resultando em uma fusão entre o domínio do "Zoog Disney" e o domínio disneychannel.com, em 2002.

### Período após oZoog Disney(2002–2007)
O canal nesse período deixa produzir séries de drama e realidade, dando mais ênfase para séries de comédia animadas e de ação. Também nesse período, normalmente, o canal estreava geralmente a cada cerca de dois ou três anos três séries novas próprias, normalmente duas eram séries animadas e uma série era em live-action.
Em 2003, é produzida a primeira chamada "série original do Disney Channel", a série "Raven ".

### Auge: 2007–2010
Após a estreia da série "Hannah Montana" em 2006, que a principal estrela era a então iniciante Miley Cyrus, o canal divulga novos outros artistas, como Ashley Tisdale, Zac Efron e Vanessa Hudgens.
Em 2008, a revista empresarial Condé Nast Portfolio informa que o canal era sintonizado por um milhão de espectadores por mês durante os últimos cinco anos.
Com grandes repercussões e uma altíssima audiência, essa foi uma das melhores épocas do Disney Channel.
Nessa nova fase vieram grandes sucessos em formatos de séries de TV, que substituíram a saga musical High School Musical. Além de Hannah Montana, o canal estreou o Os Feiticeiros de Waverly Place, que trouxe vários prêmios, sendo a primeira e única série do Disney Channel até hoje a ganhar um Emmy. Outras não tiveram tantos prêmio, como por exemplo , Zack e Cody: Gêmeos a Bordo, e outras tiveram uma grande audiência, sendo elas: Cory in the House , Sunny Entre Estrelas, J.O.N.A.S. e Jonas L.A..Nesta fase as principais estrelas do canal eram as iniciantes Miley Cyrus, Selena Gomez, Demi Lovato e os  Jonas Brothers que seguiriam carreiras de sucesso na música nos próximos anos.

### 2011–2014
Sem as grandes estrelas e com as séries de sucesso finalizadas, o Disney Channel tenta apostar em novas séries para conquistar o público que deixou o canal junto com as outras séries, daí vieram Boa Sorte, Charlie!, Shake It Up (série), Jessie (série de televisão), A.N.T. Farm , Austin & Ally,Dog with a blog, uma nova temporada de Phineas e Ferb, a telenovela argentina Violetta, e outras três séries que chegaram em 2014, são elas Liv and Maddie, I Didn't Do It .O canal lança também uma série destinada aos país e aos filhos,a continuação da série Boy meets world que fez muito sucesso na segunda metade dos anos de 1990, Girl Meets World O carro-chefe do canal foi a série animada Phineas e Ferb que conquistou também o público adulto. Em 2014, o Disney Channel atualizou o logotipo, ao invés das tradicionais orelhinhas do Mickey, agora somente o nome 'Disney Channel' forma a nova logomarca. O canal anunciou a nova programação no dia 28 de julho de 2014.

### 2015–2021
Em 2015, o canal anunciou mais novidades, as séries Austin & Ally, Dog With a Blog e Jessie tiveram sua última temporada anunciada sendo exibida ao longo de 2015. Phineas & Ferb encerrou em junho de 2015. As novas apostas foram renovadas para uma segunda temporada, algumas como Liv and Maddie, I Didn't Do It, Girl Meets World e Dog With a Blog, que também devem ir ao ar ao longo de 2015, se manterem a boa repercussão devem ganhar novas temporadas nos anos seguintes. Zendaya retornou ao canal em uma nova produção, trata-se de K.C. Undercover. A Telenovela argentina Violetta se encerrou como a série mais vista da disney, tendo seus últimos capítulos da terceira temporada exibidos. O canal também anunciou a chegada de diversos filmes e animações. Anunciou também a novela argentina Soy Luna que teve sua estreia em março de 2016. As animações Phineas & Ferb e Gravity Falls  apesar de finalizadas, foram mantidas na grade.
Nenhuma das séries lançadas neste período conseguiu manter a audiência registrada nos anos anteriores Best Friends Whenever, BUNK'D, K.C. Undercover, se safaram das audiências abaixo de 2 milhões de telespectadores, Liv and Maddie, Jessie, Austin & Ally, I Didn't Do It , tiveram uma grande queda de audiência e foram subsequentemente canceladas, exceto Girl Meets World manteve episódios com a partir de 2 milhões de telespectadores.
Em 2017, Girl Meets World foi cancelada, e novas séries estrearam, Tangled: The Series , s, a série latina O11CE, Andi Mack, Raven's Home A Casa da Raven ou Raven voltou, um spin-off de That's So Raven . Stuck in the Middle, Elena of Avalor, Soy Luna, O11CE e Bizaardvark tiveram suas novas temporadas confirmadas. A segunda temporada de The Lodge, Elena of Avalor e de Bizaardvark estrearam neste ano.
Em 2018, As Crônicas de Evermoor, K.C Undercover, A Irmã do Meio e Soy Luna tiveram suas últimas temporadas finalizadas. Bug Juice: Aventuras no Acampamento, estreou no canal, mas sem sucesso ,foi cancelado . Nesse ano Penny on M.A.R.S., Big City Greens, Star Wars Resistance e Coop e Cami estrearam no canal, além de que DuckTales  passou a ser uma programação do Disney Channel.
Em 2019 muitas séries tiveram seus fins exibidos, sendo elasː Star vs. the Forces of Evil , (que foi adicionada à programação original e produção), Bizaardvark , O11ZE e Andi Mack, todas tendo perdido muito público em suas últimas temporadas, com exceção de Bunk'd  , adicionada à programação justamente por sua popularidade e audiência. Juacas, Big Hero 6: The Series, Raven's Home e Penny on M.A.R.S. estrearam suas novas temporadas. Novas séries foram adicionadas, como Rua Dálmatas 101, Sydney to the Max, Fast Layne, Just Roll with It, BIA , Amphibia e Gabby Duran & the Unsittables .

## Internacional
O Disney Channel estabeleceu seus canais em vários países do mundo, incluindo 
Brasil, Canadá, França, África do Sul, Sudeste Asiático, Hong Kong, Índia, Austrália, República Tcheca, Nova Zelândia, Oriente Médio, Escandinávia, Estados Bálticos, Reino Unido, Irlanda, Espanha, Portugal, Caraíbas, Países Baixos, Israel, Flandres e América Latina. O Disney Channel também licencia sua programação para ir ao ar em certos outros canais de transmissão e a cabo fora dos Estados Unidos (anteriormente como Family Channel no Canadá), independentemente de existir ou não uma versão internacional do Disney Channel no país.

## Outros serviços
| Serviço                  | Descrição |
| ------------------------ | --- |
| Disney Channel HD        | O Disney Channel HD é um feed de transmissão simultânea de alta definição do Disney Channel que transmite no formato de resolução de 720p; o feed começou a ser transmitido em 19 de março de 2008. A maior parte da programação original do canal desde 2009 é produzida e transmitida em HD, junto com longas-metragens, filmes originais do Disney Channel feitos depois de 2005 e episódios selecionados, filmes e séries produzidos antes de 2009. A XD e a Disney Junior também oferecem seus próprios feeds de transmissão simultânea de alta definição. |
| Disney Channel On Demand | O Disney Channel On Demand é o serviço de vídeo sob demanda do canal, oferecendo episódios selecionados da série original do canal e da programação do Disney Junior, junto com filmes originais selecionados e recursos de bastidores para provedores digitais de cabo e IPTV. |
| Disney Family Movies     | O Disney Family Movies é um serviço de assinatura de vídeo sob demanda lançado em 10 de dezembro de 2008. O serviço oferece uma seleção limitada de filmes e curtas-metragens do catálogo de filmes da Walt Disney Pictures por uma taxa de US$ 5 a US$ 10 por mês, tornando É semelhante em estrutura ao modelo original do Disney Channel como um serviço premium. |
| DisneyNow                | O DisneyNow é um serviço da TV Everywhere que permite que os assinantes do Disney Channel participem dos canais de TV para transmitir a programação do canal ao vivo e sob demanda. O serviço é um sucessor do serviço original da Disney Channel, "Everywhere Channel", "Watch Disney Channel", lançado em junho de 2012; em setembro de 2017, a Disney substituiu os aplicativos separados para o Disney Channel, Junior e XD por um novo aplicativo conhecido como DisneyNow.                                                                                |

## Crítica e controvérsias
Anne Sweeney, que foi presidente do Disney Channel de 1996 a 2014, tem sido alvo de críticas. Alguns críticos desaprovaram a estratégia de marketing que foi elaborada durante seu mandato, o que resultou na diminuição do público-alvo dos programas do Disney Channel para adolescentes, bem como na diminuição da programação animada e no aumento de shows ao vivo e feitos para filmes de TV. Em 2008, Sweeney havia afirmado que o Disney Channel, resultante de sua estratégia de marketing multiplataforma usando televisão e música, se tornaria "o maior impulsionador de lucro da [Walt Disney] Company".
O canal também repetiu episódios (mesmo tendo uma vez refazer um episódio) que apresentavam assuntos considerados impróprios devido ao seu humor, o momento em que o episódio foi ao ar com eventos da vida real, ou assuntos considerados inapropriados para o público alvo do Disney Channel. Em dezembro de 2008, o episódio de Hannah Montana "No Sugar, Sugar" foi retirado antes de sua transmissão após reclamações de pais que viram o episódio através de vídeos sob demanda devido a equívocos sobre diabetes e consumo de açúcar (o personagem Oliver Oken, interpretado por Mitchel Musso, é revelado no episódio ter sido diagnosticado com diabetes tipo 1). Partes desse episódio foram subsequentemente reescritas e re-filmadas para se tornar o episódio da terceira temporada "Uptight (Oliver's Alright)", que foi ao ar em setembro de 2009.

## Produções
Desde a sua criação, o canal produziu séries de animação e não animadas, bem como filmes de TV originais da Disney Channel Premiere Films e depois Disney Channel Original Movies (desde 1997).

## Videogames
Em 2010, o Disney Channel All Star Party foi lançado para o Nintendo Wii. O jogo de mascote para quatro jogadores, no qual os palcos se assemelham a jogos de tabuleiro, apresenta personagens dos programas do Disney Channel, como Sonny with a Chance, Wizards of Waverly Place e JONAS LA. Vários videogames baseados na série animada do Disney Channel, Phineas e Ferb foi lançado pela Disney Interactive Studios. O site do Disney Channel também apresenta vários jogos em Flash que incorporam personagens das várias franquias do programa do canal. Houve também jogos baseados em Kim Possible e Hannah Montana.